# Kollegienkirche (Salzburg)

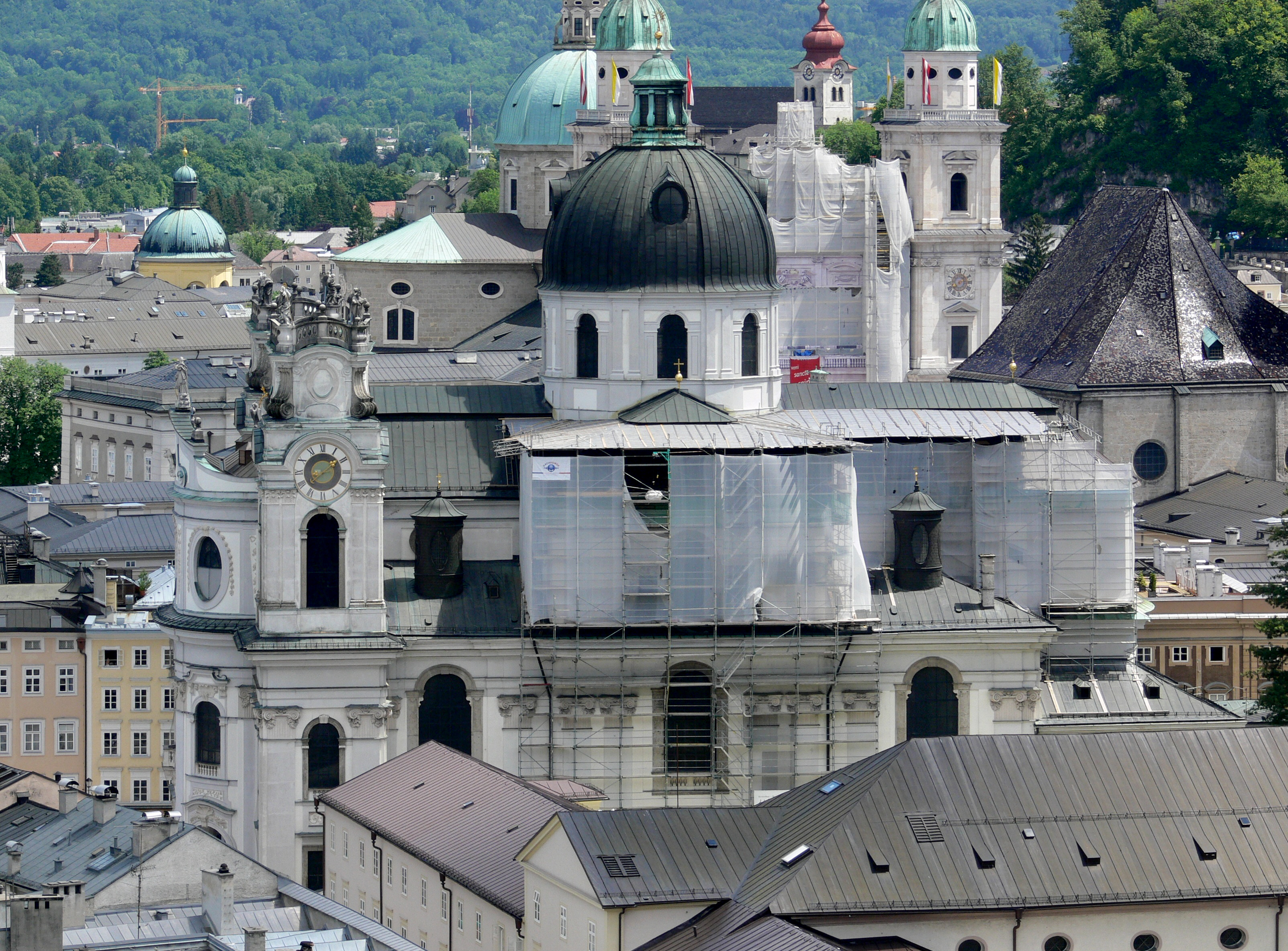
Kollegienkirche din Salzburg

Kollegienkirche din Salzburg este biserica Universității din Salzburg și se află în Universitätsplatz (Piața Universității). Construită în stil baroc, biserica este o clădire monument istoric și face parte din ansamblul Centrul istoric al orașului Salzburg înscris în Lista patrimoniului mondial al UNESCO.

## Istoric

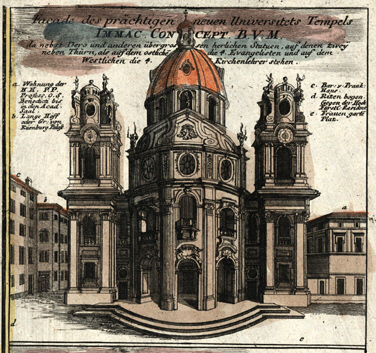
Faţada, cusătură de pe la 1712

Arhiepiscopul Paris von Lodron a plănuit construcția unei biserici romano-catolici proprii a Universității din Salzburg pe terenul fostei Frauengarten. A fost nevoie însă de mai mult de 70 de ani până ca arhitectul Johann Bernhard Fischer von Erlach să finalizeze construcția, care a fost inaugurată în 1707 și dedicată Preacuratei Fecioare Maria. Acest lucru i-a umplut pe unii cetățeni ai orașului de ridicol. Până la construirea Kollegienkirche, Aula Mare a Universității (de lângă capela privată Saecellum) a servit nu doar ca sală de teatru, ci și ca un spațiu provizoriu pentru celebrarea serviciilor religioase ale Universității. Arhiepiscopii Guidobald von Thun și Max Gandolf von Kuenburg nu au putut să îndeplinească promisiunea de construire a bisericii. Prințul Arhiepiscop Johann Ernst von Thun a reușit să se opună cu succes rezistenței unor cetățeni față de construirea bisericii. Mai ales Josef von Kuenburg s-a opus construirii acestei biserici, deoarece credea că imobilul Kuenburgscher Langenhof deținut de el pe Kirchgasse (azi Sigmund-Haffner-Gasse) ar putea fi afectat.
În perioada ocupației orașului de către trupele franceze ale lui Napoleon, Kollegienkirche a servit ca depozit de fân al armatei. După desființarea Universității, ea a devenit biserică a Garnizoanei. În 1922 a avut loc aici, în cadrul Salzburger Festspiele, prima reprezentație a piesei "Große Salzburger Welttheater" de Hugo von Hofmannsthal. 
Începând din 1964, Kollegienkirche este din nou biserica Universității. Ea a primit în anul 2008 rangul de biserică parohială a Parohiei Universității.
Renovarea generală a acestei biserici vechi a devenit în prezent o necesitate urgentă, dar planul nu a fost pus în aplicare din cauza lipsei de bani. Prima capelă restaurată a fost cea a Sf. Ivo.

## Arhitectură

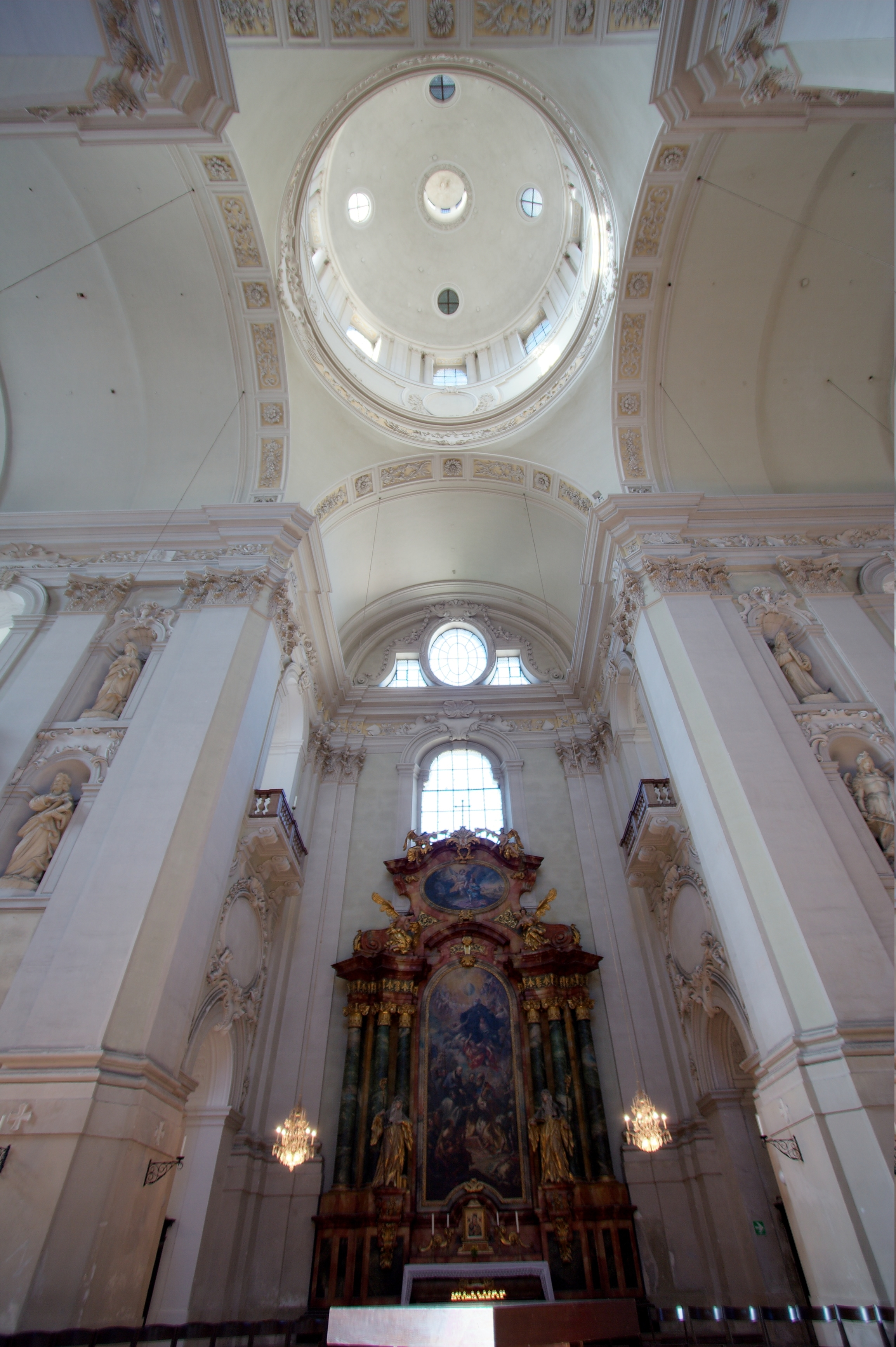
Un altar lateral și marea cupolă centrală

Clădirea Kollegienkirche este în prezent cea mai mare biserică din orașul Salzburg, alături de catedrală, o capodoperă a arhitectului baroc Fischer von Erlach și o construcție religioasă de importanță internațională.
Fischer von Erlach a favorizat percepția întregii construcții și a arhitecturii sale în dauna elementelor decorative cu rol ornamental - precum și realizarea interiorului bisericii într-o culoare albă uniformă, fără pictură. Această biserică a fost model pentru multe biserici în stil baroc târziu din sudul Germaniei.
Biserica are trei părți: fațada magnifică dinspre est, clădirea principală și anexele aflate în partea de vest. Turnurile nu au cupole în vârf, ci balustrade cu statui alegorice. Statuile de pe turnul din stânga (sud) îi reprezintă pe cei patru arhangheli (Mihail, Gavriil, Rafail și Uriel), iar cele de pe turnul din dreapta (nord) pe cei patru părinți ai Bisericii (Augustin, Ambrozie, Ieronim și Grigore cel Mare). Fațada principală este încununată de statui de îngeri. Forma Sfintei Fecioare Maria pe o semilună încoronează centrul clădirii. Toate aceste statui au fost realizate de Bernhard Michael Mandl.

### Ferestre
Ferestrele mari ale fațadei deschid clădirea către exterior și micșorează gravitatea fațadei frontale. Decorațiunile delicate ale ferestrelor au fost proiectate de Diego Francesco Carlone și Paolo d'Allio, împreună cu Fischer von Erlach, ca și detaliile ornamentale de pe pereții interiori ai bisericii.

### Capele
Biserica are o formă interioară de cruce cu pilaștri înalți și o cupolă centrală cu tambur; clădirea este unificată de cele patru capele principale anexate construcției centrale. Capelele deschise cu altare proprii sunt integrate în nava centrală a bisericii cu altarul principal. Capelele sunt dedicate sfinților ocrotitori ai celor patru facultăți.
- Toma de Aquino: Teologie
- Ivo: Drept
- Luca: Medicină
- Ecaterina: Filozofie

Transeptele altarului din stânga și dreapta au fost proiectate de Johann Michael Rottmayr. 

### Altarul principal
Altarul principal, proiectat de Pater Bernard Stuart și executat de Josef Anton Pfaffinger, este decorat cu figuri de stuc care urcă până în partea de sus. El repetă motivele principale ale bisericii și le continuă. În fața coloanelor se află figuri alegorice ale Muzicii, Poeziei, Picturii și Arhitecturii, precum și a celor patru facultăți. Deasupra lor plutesc Iubirea și Speranța, inspirate de Credință. La înălțimea cornișei se află șapte arhangheli. Partea de sus a altarului pare învăluit în nori și raze ale Mariei Imaculate.
În nișele navei principale se află 20 de statui de piatră sculptate de Johann Piger în perioada 1905-1912.

## Bibliografie

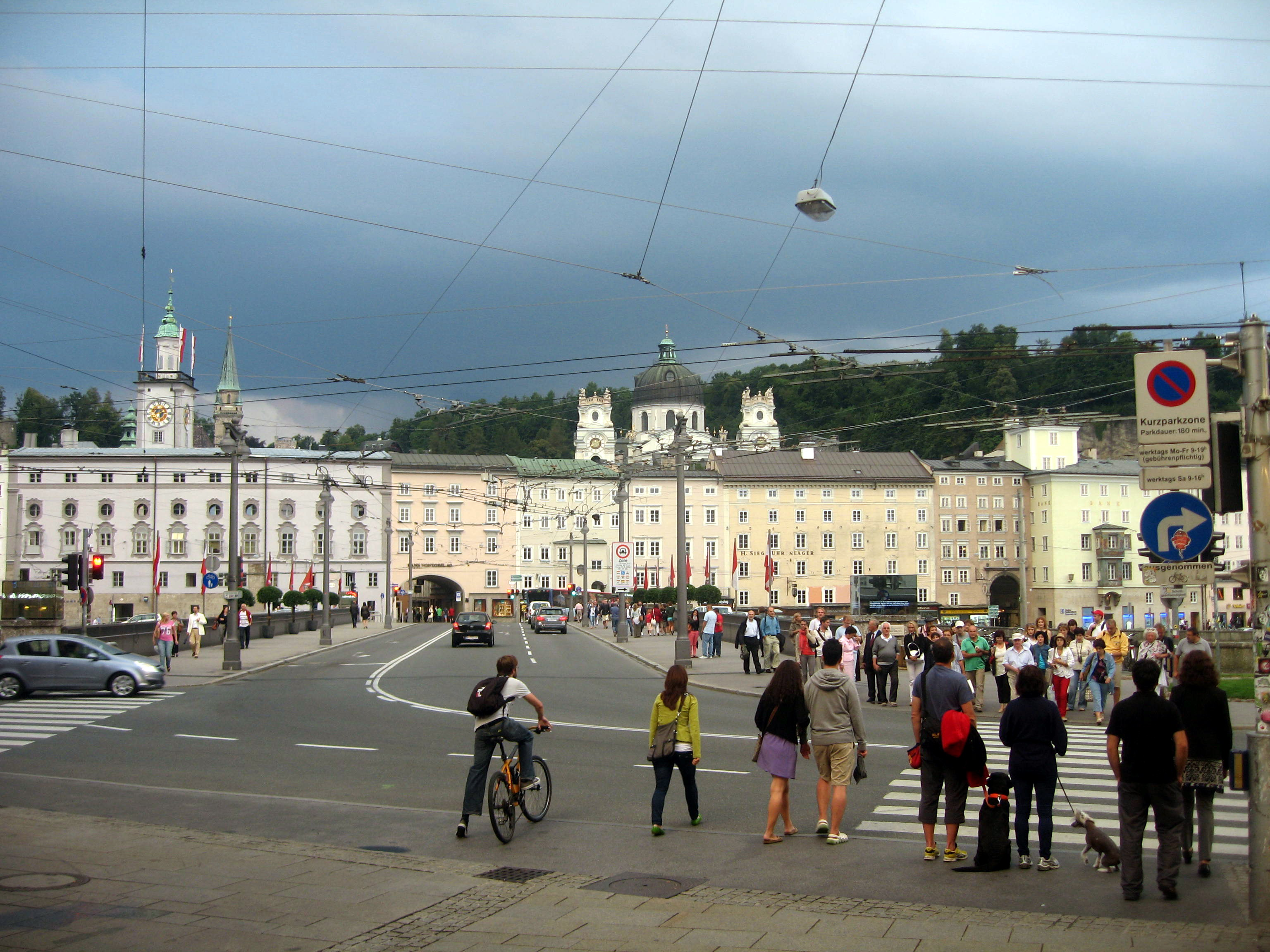
Kollegienkirche din Salzburg văzută de pe Staatsbrücke. În stânga se observă turlele Primăriei şi ale bisericii franciscane.